# FC Midtjylland i europæiske turneringer
FC Midtjylland i europæiske turneringer er en oversigt over FC Midtjyllands resultater og målscorere i europæiske turneringer.

## UEFA Cup 2001-02
I 2001-02 deltog FC Midtjylland i to runder af UEFA Cuppen.
| 9. august 2001 18:30 |

| Midtjylland | 1-1     | Glentoran         |
| ----------- | ------- | ----------------- |
| Pimpong 16' | Rapport | Glendinning 84' · |

| SAS Arena Dommer: Marian Dorobanţu (Romania) |

| 18:30 |

| Glentoran | 0-4     | Midtjylland |
| --------- | ------- | ----------- |
|           | Rapport |             |

|  |

| 20. september 2001 |

| Midtjylland | 0–3     | Sporting CP                        |
| ----------- | ------- | ---------------------------------- |
|             | Rapport | Babb 50' · Beto 63' · Jardel 90' · |

| Ikast Stadion, Ikast Tilskuere: 5.150 |

| 27. september 2001 |

| Sporting CP                        | 3–2     | Midtjylland                  |
| ---------------------------------- | ------- | ---------------------------- |
| Jardel 4', 45' · Skriver 85' (sm.) | Rapport | Lindkvist 54' · Skoubo 56' · |

| Estádio José Alvalade, Lissabon Tilskuere: 16.000 |

| Sæson   | Runde        | Modstander          | Hjemme | Ude | Kommentar                                     | Målscorere for FCM |
| ------- | ------------ | ------------------- | ------ | --- | --------------------------------------------- | --- |
| 2002-03 | Kvalifik.    | Pobeda              | 3-0    | 0-2 | Efter forlængelse                             | Razak Pimpong, Frank Kristensen, Jens Jessen (hjemme)                                                                               |
| 2002-03 | 1. runde     | NK Varteks          | 1-0    | 1-1 | -                                             | Mogens Laursen (hjemme), Razak Pimpong (ude)                                                                                        |
| 2002-03 | 2. runde     | RSC Anderlecht      | 0-3    | 1-3 | -                                             | Frank Kristensen (ude) |
| 2005-06 | 2. kvalif.   | B36 Tórshavn        | 2-1    | 2-2 | -                                             | Frank Kristensen (2) (hjemme), Razak Pimpong, Dennis Sørensen (ude)                                                                 |
| 2005-06 | 1. runde     | CSKA Moskva         | 1-3    | 1-3 | -                                             | David Nielsen (hjemme), Razak Pimpong (ude)                                                                                         |
| 2007-08 | 1. kvalif.   | Keflavík ÍF         | 2-1    | 2-3 | Udebanemål                                    | Simon Poulsen, Serghei Dadu (hjemme), Serghei Dadu, Kolja Afriyie (ude)                                                             |
| 2007-08 | 2. kvalif.   | FC Haka             | 5-2    | 2-1 | -                                             | Dennis Flinta, Danny Olsen, Serghei Dadu, Magnus Troest, Thomas Røll Larsen (hjemme), Frank Kristensen (2) (ude)                    |
| 2007-08 | 1. runde     | Lokomotiv Moskva    | 1-3    | 0-2 | -                                             | Baba Collins (hjemme) |
| 2008-09 | 1. kvalif.   | Bangor City         | 6-1    | 4-0 | -                                             | Jude Nworuh (2), Christian Sivebæk, Baba Collins (hjemme), George Florescu, Winston Reid, Kim Christensen (3), Mikkel Thygesen(ude) |
| 2008-09 | 2. kvalif.   | Manchester City     | 0-1    | 1-0 | 2-4 i straffesparkskonkurrence                | Danny Olsen (ude) |
| 2011-12 | 2. kvalif.   | The New Saints FC   | 5-2    | 3-1 | -                                             | Sylvester Igboun, Jude Nworuh (2), Danny Olsen og Mads Hvilsom (hjemme), Danny Olsen, Mads Albæk, Rilwan Hassan (ude)               |
| 2011-12 | 3. kvalif.   | Guimarães           | 0-0    | 1-2 | -                                             | Kristian Bach Bak (ude) |
| 2012-13 | Play off     | Young Boys          | 0-3    | 2-0 | -                                             | Sylvester Igboun og Kristian Bach Bak (ude)                                                                                         |
| 2014-15 | Play off     | Panathinaikos FC    | 1-2    | 1-4 | -                                             | Sylvester Igboun (hjemme), Jesper Lauridsen (ude)                                                                                   |
| 2015-16 | CL. 2. kval. | Lincoln Red Imps FC | 1-0    | 2-0 | -                                             | Morten "Duncan" Rasmussen (hjemme), Martin Pušić, Mikkel Duelund (ude)                                                              |
| 2015-16 | CL. 3. kval. | APOEL Nicosia FC    | 1-2    | 1-0 | Tabt på udebanemål - overført til EL play off | Jakob Poulsen (hjemme), Erik Sviatchenko (ude)                                                                                      |
| 2015-16 | EL Play Off  | Southampton FC      | 1-0    | 1-1 |                                               | Morten "Duncan" Rasmussen (hjemme), Tim Sparv (ude)                                                                                 |

I 2015-16 kvalificerede FC Midtjylland sig for første gang til et gruppespil i en europæisk turnering.
| Sæson   | Runde      | Modstander     | Hjemme | Ude | V | U | T | Mål | P | Målscorere for FCM                                                 |
| ------- | ---------- | -------------- | ------ | --- | - | - | - | --- | - | ------------------------------------------------------------------ |
| 2015-16 | Gruppespil | Legia Warszawa | 1-0    | 0-1 | 1 | 0 | 1 | 1-1 | 3 | Morten "Duncan" Rasmussen (hjemme)                                 |
| 2015-16 | Gruppespil | Club Brugge    | 1-1    | 3-1 | 1 | 1 | 0 | 4-2 | 4 | Pione Sisto (hjemme), Pione Sisto, Paul Onuachu, Filip Novák (ude) |
| 2015-16 | Gruppespil | SSC Napoli     | 1-4    | 0-5 | 0 | 0 | 2 | 1-9 | 0 | Martin Pušić (hjemme)                                              |